# فلم إثنوجرافي

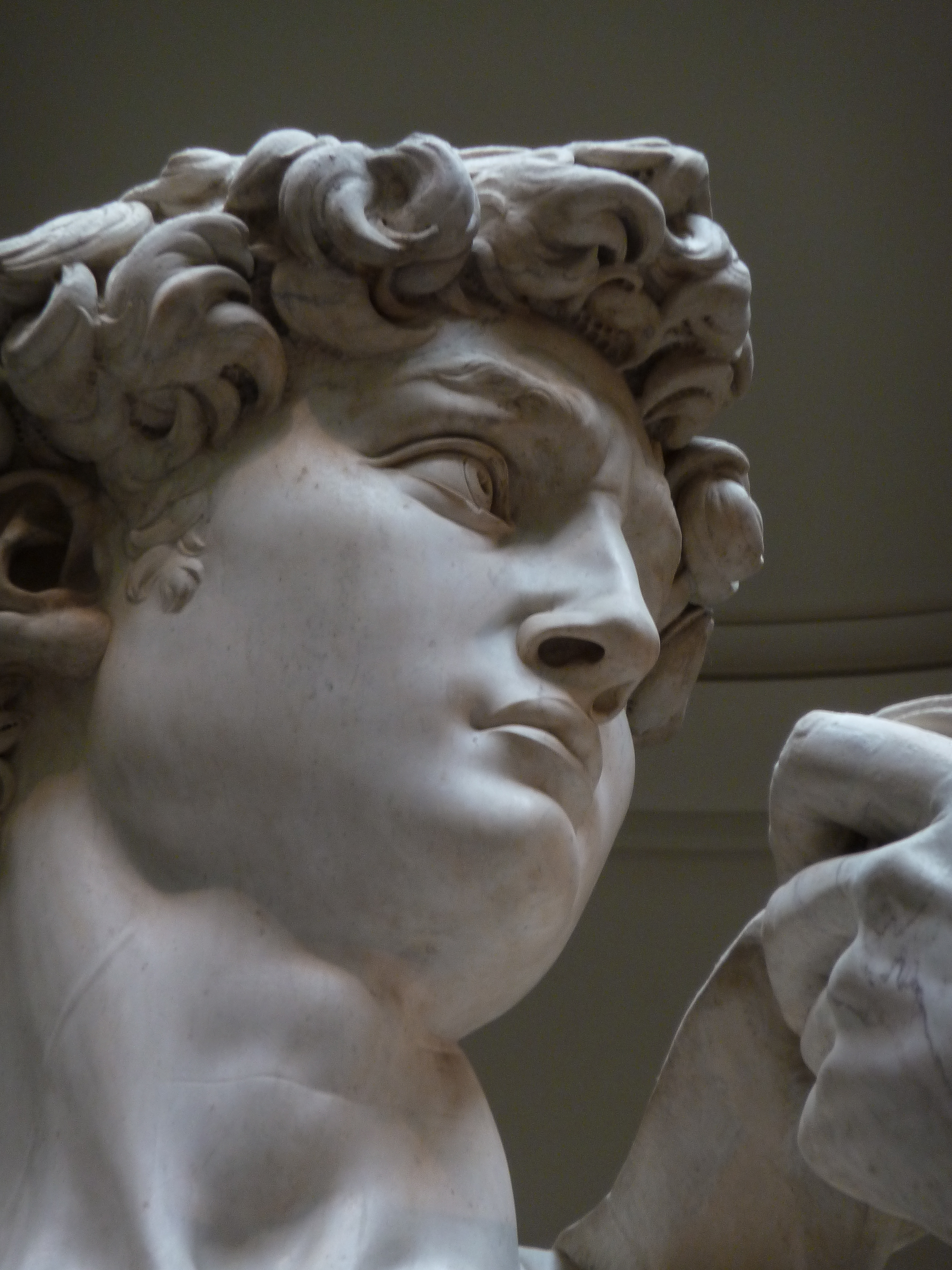

الفيلم الاثنوجرافي هو فيلم غير خيالي، غالبًا ما يشبه الفيلم الوثائقي، يتعامل تاريخيًا مع أشخاص غير غربيين وأحيانًا يرتبط بعلم الإنسان. تعريفات المصطلح غير حاسمة. يزعم بعض الأكاديميون أنه أقرب للوثائقي منه للاثنوجرافي في حين يعتقد آخرون أنه يقع في نقطة ما بين الأفلام الوثائقية والأفلام الاثنوجرافية.
كتب عالم الإنسانيات وصانع الأفلام الاثنوجرافية ديفيد ماكدوغال في ورقة بحثية عام 1978: «لا يمكننا الاعتبار أن الأفلام الاثنوجرافية تشكل نوعًا بحد ذاته، ولا أنها تشكل تخصصًا يعود لأصول موحدة ومنهجية ثابتة. منذ انعقاد المؤتمر الأول حول الفيلم الاثنوجرافي في متحف الإنسان منذ 30 عامًا، أدى المصطلح وظيفة رمزية إلى حد كبير، إذ أضاف مظهرًا من الوحدة للجهود المتنوعة للغاية في السينما والعلوم الاجتماعية».

## الأصول
يُعتبر المستكشف والمنقب والمخرج روبرت. جيه فلاهرتي الأب الأول للأفلام الاثنوجرافية. انشهر بعد فيلمه نانوك أوف ذا نورث 1922. واعتبرت محاولات فلاهرتي لتصوير شعب الإنويت بشكل واقعي في الفيلم ذات قيمة في استكشاف أسلوب حياة غير معروف. لم يتدرب فلاهرتي في مجال علم الإنسان إلا أنه كان يتمتع بعلاقة جيدة مع مواضيعه.
قد تكون مساهمة فيليكس ريجناوت هي المحرض لنشوء الحركة. إذ كان يصور امرأة من شعب الولوف تصنع الفخار دون استخدام العجلة في المعرض الاثنوجرافي لغرب إفريقيا. نشر نتائجه عام 1895. تمحورت أفلامه اللاحقة حول نفس الموضوع، المخصصة لتوصيف «الدراسة متقاطعة الثقافات للحركة». اقترح لاحقًا إنشاء أرشيف لقطات بحثية في علم الإنسان.
غطت بعثة كامبريدج الأنثروبولوجية إلى مضيق توريس، التي بدأها ألفريد كورت هادون في عام 1898، جميع جوانب حياة مضيق توريس. كتب هادون إلى صديقه بالدوين سبنسر يوصي باستخدام الفيلم لتسجيل الأدلة. سجل سبنسر فيما بعد سكان أستراليا الأصليين، وهو مشروع ينطوي على فيلم يصل طوله إلى 7000 قدم، عُرض فيما بعد في المتحف الوطني في فيكتوريا.
في الثلاثينيات من القرن الماضي، اكتشف جريجوري باتسون ومارجريت ميد أن استخدام الفيلم كان مكونًا أساسيًا في توثيق الطقوس المعقدة في بالي وغينيا الجديدة. صنع جون مارشال ما يُعتبر أكثر الأفلام الاثنوجرافية مشاهدةً في الكليات الأمريكية، ذا هنترز المستند إلى حياة شعب الكونك وشعب البوشمن في صحراء كالاهاري الذي يمتد من عام 1951 إلى عام 2000. لم يكن فيلمه الاثنوجرافي «قصة امرأة من الكونك» اثنوجرافيًا وحسب، بل كان أيضًا عبارة عن سيرة ذاتية للشخصية الرئيسية، N! ai، يتضمن لقطات من طفولتها حتى سن الرشد.
أنهى مارشال حياته المهنية بسلسلة من خمسة أجزاء، عائلة كالاهاري (2004)، والتي بحثت بشكل نقدي في مشاركته التي استمرت خمسين عامًا مع Ju / 'hoansi. فيلمي نابليون شاغنون وتيم آش الشهيرين ذا آكس فايت وذا فيست (اللذان صُوّر كلاهما في الستينات) هما عبارة عن روايات اثنوجرافية موثقة عن كثب عن شعب غابات الأمازون المطيرة، يانومامي.